# Zbrodnia w Janowej Dolinie
Zbrodnia w Janowej Dolinie – wymordowanie około 600 polskich mieszkańców Janowej Doliny na Wołyniu w Wielki Piątek 23 kwietnia 1943 w wyniku napadu oddziałów Ukraińskiej Powstańczej Armii oraz tzw. czerni – okolicznego ukraińskiego chłopstwa.

## Okoliczności zbrodni
Janowa Dolina była osiedlem robotniczym przy kopalni bazaltu, zamieszkiwanym przez 2,5 tys. osób. Po pierwszych atakach UPA na Polaków na Wołyniu, od początku 1943, liczba ta powiększyła się o kilkuset uciekinierów. Zdaniem Władysława i Ewy Siemaszków w kwietniu 1943 w Janowej Dolinie znajdowało się ok. 3000 osób. W Janowej Dolinie stacjonował niemiecki garnizon w sile jednej kompanii, według Andrija Kłymczuka, Schutzmannschaftu, składającego się z oddziałów złożonych z Polaków, Niemców oraz Litwinów. Według Ihora Iljuszyna kompania składała się z Litwinów pod niemieckim dowództwem. Iljuszyn uważa, że prawdopodobnym pretekstem do napadu była współpraca Polaków z miejscowym garnizonem, jednak nie podaje charakteru tej współpracy. Zdaniem Grzegorza Motyki w Janowej Dolinie nie było wówczas polskiej policji a jej rzekoma obecność jest wykorzystywana do usprawiedliwiania ataku na Polaków.
Od 1941 w miejscowości istniała zakonspirowana komórka ZWZ-AK pod dowództwem por. Stanisława Pawłowskiego ps. "Cuchaj", od sierpnia 1942 uzbrojona w kilkanaście karabinów oraz kilka pistoletów. Ponadto broń palną posiadało kilkunastu Polaków, których Niemcy uzbroili w kwietniu 1943 wobec doniesień o nadchodzącym ataku, oraz ochrona magazynów kopalni, w której także pracowali Polacy. W Janowej Dolinie nie utworzyła się placówka polskiej samoobrony w obawie przed represjami ze strony Niemców; ponadto liczono, że w razie ataku UPA Polacy zostaną obronieni przez załogę garnizonu.
Zdaniem Grzegorza Motyki krótko przed atakiem część mieszkańców została przez Niemców wywieziona do obozów i pracy przymusowej w głąb Rzeszy i dzięki temu uniknęli śmierci.
Główny atak na Janową Dolinę poprzedziło spalenie mostu na rzece Horyń łączącego ją ze Złaźnem oraz zablokowanie toru kolejowego do Kostopola (wcześniej ostrzelano jadący od jego strony pociąg osobowy).

## Zbrodnia
Oddziały UPA zgrupowały się w nocy z 22 na 23 kwietnia 1943 wokół Janowej Doliny. W ataku, rozpoczętym około północy wzięły udział pierwsza sotnia UPA pod dowództwem "Jaremy" oraz sotnia "Szauli". Oddziałom UPA towarzyszyli mieszkańcy okolicznych ukraińskich wsi (w tym duża grupa osób ze Złaźnego), którym wyznaczono zadanie podpalania zabudowań. Całością osobiście dowodził Iwan Łytwyńczuk ps. "Dubowyj". Grzegorz Motyka uważa, że rozkaz ataku mógł wyjść od samego Dmytra Klaczkiwskiego.
Według Grzegorza Motyki Janowa Dolina została ostrzelana z broni maszynowej i ręcznej; osobne grupy szturmowe podpalały kolejne domy lub wrzucały do nich granaty. Uciekający Polacy byli zabijani strzałami z broni palnej lub siekierami, być może również widłami, według wspomnień Janiny Pietrasiewicz-Chudy także nożami, zaś część dzieci wbito na pale. Inni zginęli w płomieniach lub udusili się dymem w piwnicach, gdzie usiłowali się schronić. Następnie upowcy podpalili szpital, po uprzednim wyniesieniu z niego pacjentów narodowości ukraińskiej. Trzyosobowy personel szpitala został zamordowany siekierami, natomiast polscy pacjenci zginęli w płomieniach, lub według innej wersji również zostali zabici przed budynkiem.
Napastnikom stawiła opór jedynie grupa Polaków na osiedlu "C", z jego murowanych budynków mieszkalnych. Ze swojego obiektu otworzył ogień garnizon niemiecki. Według wspomnienia byłej mieszkanki Janowej Doliny Janiny Pietrasiewicz-Chudy strzelali również cywilni Polacy, którzy przebywali w noc ataku w obiektach garnizonu. Iljuszyn i Siemaszkowie uważają, że załoga garnizonu zachowywała się pasywnie podczas zbrodni i otworzyła ogień dopiero przy próbie ataku na jej umocnione pozycje.
Oddziały UPA wycofały się z Janowej Doliny ok. czwartej, gdy nad miejscowością pojawił się niemiecki samolot zwiadowczy. Po wycofaniu się UPA kilkunastu Polaków, którzy posiadali broń, zabiło w odwecie pięcioro Ukraińców oraz małżeństwo Rosjan, których pomyłkowo uznano za Ukraińców.

## Bilans zbrodni
Według Ihora Iljuszyna szacunki liczby ofiar ataku na Janową Dolinę wahają się od 300 do 800 zabitych. Władysław Filar przytacza liczbę ponad 500 ofiar, Grzegorz Hryciuk - 500-600. W raporcie polskiego podziemia z maja 1943 roku pojawia się informacja o ok. 300 ofiarach. Najczęściej podaje się, że ofiarą masakry padło około 600 Polaków. Większość z nich zginęła wskutek wywołanych w osiedlu pożarów. Spłonęło ok. 100 domów. Ocaleni mieszkańcy Janowej Doliny zostali wywiezieni do Kostopola przez Niemców.
UPA zdobyła w Janowej Dolinie materiały wybuchowe; chęcią ich pozyskania był następnie tłumaczony cały atak. W taki sposób pisał o wydarzeniach w Janowej Dolinie krajoznawca i publicysta Andrij Kłymczuk. Petro Mirczuk, ukraiński historyk, pisząc o „walce” w Janowej Dolinie, ocenia straty polskie na setki zabitych i rannych, a ukraińskie – 8 zabitych i 3 rannych.

## Upamiętnienie

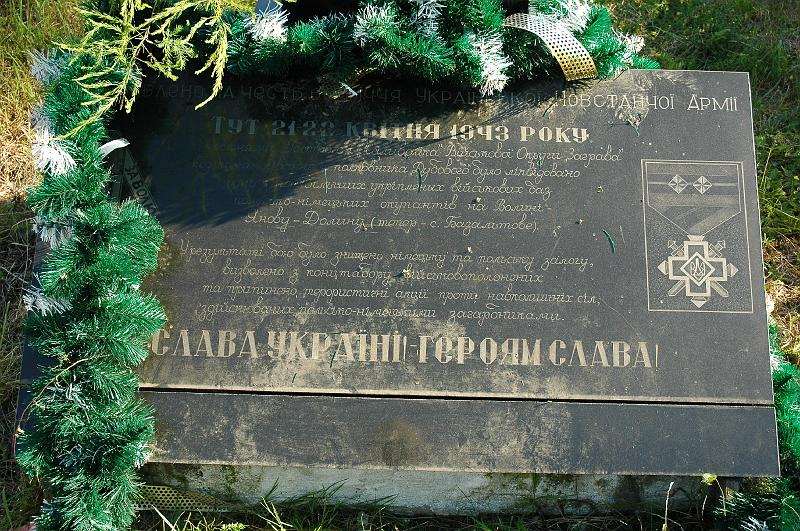
Pomnik UPA w Bazaltowem (w dawnej Janowej Dolinie)

Obecnie miejscowość Janowa Dolina nosi nazwę Bazaltowe. W miejscu, w którym znajdowało się osiedle, rodziny pomordowanych ufundowały pomnik. W ostatniej chwili, przed odsłonięciem pomnika, ukraiński wykonawca usunął, bez wiedzy zamawiających, datę „23 kwietnia 1943”, pozostawiając tylko napis „Pamięci Polaków z Janowej Doliny”. W trakcie odsłaniania pomnika 18 kwietnia 1998, 50 aktywistów organizacji „Ruch” demonstrowało, trzymając transparenty z napisami „Won polscy policjanci”, „Won SS-sowskie sługusy”. W rezultacie nie doszło do poświęcenia pomnika.
W centrum obecnej wsi Bazaltowe znajduje się pomnik UPA, upamiętniający „akcję bojową” z 21-22 kwietnia 1943. Jak głosi napis, oddział grupy Zahrawa, którym dowodził „Dubowyj”, zlikwidował wtedy bazę „polsko-niemieckich okupantów Wołynia”.